# لئون رده
لئون رده (انگلیسی: Leon Rohde؛ زادهٔ ۱۰ مهٔ ۱۹۹۵ ‏(۲۹ سال)) دوچرخه‌سوار اهل آلمان است.